# 周心易
周心易（1527年—？），字準卿，號雙河，山西平陽府絳州人，軍籍，明朝政治人物。

## 生平
乙卯科（1555年）山西鄉試第六十四名。嘉靖三十五年（1556年），登三甲第七十七名進士。兵部观政，授直隶广平府推官，三十八年官至蘇州府同知，卒。

## 家族
曾祖周方；祖父周尚仁；父周南，母薛氏。弟書、詩。